# Dominic Iorfa
Dominic Iorfa (Southend-on-Sea, Inglaterra, 8 de julio de 1995) es un futbolista inglés. Juega de defensa y su equipo actual es el Sheffield Wednesday F. C. de la EFL Championship de Inglaterra.

## Clubes
| Club                           | País       | Año       |
| ------------------------------ | ---------- | --------- |
| Wolverhampton Wanderers F. C.  | Inglaterra | 2013-2019 |
| Shrewsbury Town F. C. (cedido) | Inglaterra | 2014      |
| Ipswich Town F. C. (cedido)    | Inglaterra | 2017-2018 |
| Sheffield Wednesday F. C.      | Inglaterra | 2019-     |